# 2012년 뉴욕 영화제
제50회 뉴욕 영화제는 2012년 9월 28일에 열린 시상식이다.

## 수상 (비경쟁)

### 장편 상영작
- 라이프 오브 파이 - 이안
- 플라이트 - 로버트 저메키스
- 낫 페이드 어웨이 - 데이빗 체이스
- 페이퍼보이 - 리 다니엘스
- 아무르 - 미카엘 하네케
- 아라프 - 예심 우스타오글루
- 바바라 - 크리스티안 펫졸드
- 비욘드 더 힐즈 - 크리스티안 문주
- 브와카우 - 준 라나
- 시저 머스트 다이 - 파올로 타비아니 외 1명
- 카밀 리와인즈 - 노에미 르보브스키
- 필 더 보이드 - 라마 버쉬테인 외 1명
- 퍼스트 커즌 원스 리무브드 - 앨런 벌리너
- 프란시스 하 - 노아 바움백
- 더 게이트키퍼즈 - 도르르 모어
- 징거 & 로사 - 샐리 포터
- 히어 앤드 데어 - 안토니오 멘데스 에스파르사
- 홀리 모터스 - 레오 까락스
- 하이드 파크 온 허드슨 - 로저 미첼
- 킨샤사 아이들 - 마르크 앙리 와인베르크
- 더 라스트 타임 아이 쏘우 마카 - 주앙 페드로 로드리게스 외 1명
- 리바이어던(영어판) - 루시엔 캐스팅-테일러
- 사랑에 빠진 누군가처럼 - 압바스 키아로스타미
- 라인스 오브 웰링턴 - 발레리아 사미엔토
- 시선의 기억 - 송 팡
- 두 갈래로 갈라지는 한밤중의 - 라울 루이즈
- 노 - 파블로 라라인
- 러빙 위드아웃 리즌 - 조아생 라포스
- 패션 - 브라이언 드 팔마
- 섬씽 인 디 에어 - 올리비에 아사야스
- 타부 - 미겔 고미쉬
- 당신은 아직 아무것도 보지 않 - 알랭 레네
- 더 데드 맨 앤드 빙 해피 - 하비에르 레볼로

### 스페셜 이벤트
- The Met Live in HD: L'Elisir d'Amore - Bartlett Sher
- Oliver Stone's Untold History of the United States - 올리버 스톤
- 원스 에브리 데이 - 리처드 포먼
- 프린세스 브라이드 - 로브 라이너

### 미드나잇 무비
- 더 베이 - 베리 레빈슨
- 아웃레이지 비욘드 - 기타노 다케시
- 베베리앙 사운드 스튜디오 - 피터 스트릭랜드

### 전위 예술 부문
- 비커밍 트라비아타 - 필리프 베지아
- 디셉티브 프랙티스: 더 미스터리 앤 멘토스 오브 릭키 제이 - 몰리 번스테인
- 잉그리드 카벤, 무시퀘 엣 보이스 - 베르트랑 보넬로
- 펑크 인 아프리카 - 키스 존스
- 사보이 킹: 칙 웹 & 더 뮤직 댓 체인지드 아메리카 - 제프리 코프먼

### Cinema, de notre temps
- John Cassavetes - Hubert Knapp 외 1명
- Abel Ferrara: Not Guilty - Rafi Pitts
- Alain Cavalier: 7 Chapters, 5 days, 2 Kitchens - 쟝 피에르 리모쟁
- Busby Berkeley - Hubert Knapp 외 1명
- Chantal Akerman by Chantal Akerman - Chantel Akerman
- Erich von Stroheim - Robert Valery
- Eric Rohmer, Evidence - 안드레 S. 라바르트
- HHH, A Portrait of Hou Hsiao-hsien - 올리비에 아사야스
- Jacques Rivette: The Night Watchman - 클레어 드니
- Jean-Pierre Melville: A Portrait in 9 Poses - 안드레 S. 라바르트
- Jean Renoir, The Boss: The Rule and the Exception - 자크 리베트
- Joseph Losey - 안드레 S. 라바르트
- Luis Bunuel: A Filmmaker of Our Time - Robert Valery
- Otar Iosseliani, The Whistling Blackbird - 줄리 베르투첼리
- The New Wave: Remedy or Poison? - Robert Valery
- Raoul Walsh or the Good Old Days - 안드레 S. 라바르트 외 1명
- Samuel Fuller, Independent Filmmaker - 안드레 S. 라바르트
- The Scorsese Machine - 안드레 S. 라바르트
- Shohei Imamura: The Free Thinker - 파울루 호샤
- 당신의 숨겨진 미소는 어디에? - 페드로 코스타 외 1명

### Men of Cinema
- 리벨라이 - 막스 오퓔스
- 밤 그리고 도시 - 줄스 다신
- 오브젝티브 버마 - 라울 월쉬
- 로즈마리 킬러 - 조셉 지토
- 추적 - 라울 월쉬
- 벵갈의 호랑이 - 프리츠 랑
- 소용돌이 - 오토 프레밍거

### Masterworks
- 사촌 줄스 - 도미니크 베니체티
- 다운포어 - 바흐람 베이자이
- 사티리콘 - 페데리코 펠리니
- 필드 다이어리 - 아모스 기타이
- 천국의 문 - 마이클 치미노
- 킹 오브 마빈 가든스 - 봅 라펠슨
- 아라비아의 로렌스 - 데이빗 린
- 흡혈 식물 대소동 - 프랭크 오즈
- 마테이 어페어 - 프란체스코 로시
- 네이티브 선 - 피에르 쉐널
- 낫씽 벗 어 맨 - 마이클 로머
- 올드 체코 레전드 - 이리 트른카
- 더 오버코트 - 그리고리 코진세브
- Re-Introducing Marnie: William Rothman on Hitchcock's Last Masterpiece - 알프레드 히치콕
- 리차드 3세 - 로렌스 올리비에
- 더 롤링 스톤즈 - 피터 화이트헤드 외 1명
- 나의 사랑 나의 기사 - 마뇰 드 올리베이라
- 백설공주와 일곱 난쟁이 - 데이비드 핸드

### HBO Directors Dialogues
- HBO On Cinema: Noah Baumbach & Brian De Palma - Noah Baumbach 외 1명
- HBO Directors Dialogues: Abbas Kiarostami - 압바스 키아로스타미
- HBO Directors Dialogues: David Chase - David Chase
- HBO Directors Dialogues: Robert Zemeckis - 로버트 저메키스